# Kohlenbach (Url)
Der Kohlenbach ist ein rechter Zufluss zur Url bei Ertl in Niederösterreich.
Der Kohlenbach entspringt im Gebiet eines Kohlenreviers bei Großau, das bis ins 20. Jahrhundert betrieben wurde, und fließt von dort nach Norden auf Ertl zu, wo er sich von rechts in die Url ergießt. Von den zahlreichen kleinen Zubringern sei einzig der die Lage Schönegg entwässernde Schönegggraben erwähnt, der bei der Grabenmühle von rechts in den Kohlenbach mündet. Sein Einzugsgebiet umfasst 6,7 km² in teilweise bewaldeter Landschaft.